# ليو أبراهامز
ليو أبراهامز (بالإنجليزية: Leo Abrahams)‏ هو ملحن ومنتج أسطوانات بريطاني، ولد في 1977 في لندن في المملكة المتحدة.

## وصلات خارجية
- الموقع الرسمي
- ليو أبراهامز على موقع IMDb (الإنجليزية)
- ليو أبراهامز على موقع ميوزك برينز (الإنجليزية)
- ليو أبراهامز على موقع ديسكوغز (الإنجليزية)
- ليو أبراهامز على موقع قاعدة بيانات الفيلم (الإنجليزية)